# Viiv
VIIV to marketingowa platforma firmy Intel (jak Centrino). W jej skład wchodzi procesor, chipset i karta sieciowa. System pracuje z wykorzystaniem DRM, czyli szyfrowania danych specjalnie pod model procesora.
Firma w styczniu 2006 roku podpisała umowę z ESPN, Movielink, T Mobile, Tivo, Yahoo, AOL, Napster, Virgin Records, Gametap, Adobe, Google, DirectTV i Pinnacle. ESPN zapewni stream z ponad 300 gier sportowych. Również MTV zapewniło przesyłanie Comedy Central, MTV, VH1 i mtvU w zaszyfrowanym formacie pod technologie Viiv.
W systemie VIIV pracują procesory:
- Intel Pentium D,
- Intel Core Duo,
- Intel Pentium Extreme Edition.

Chipsety:
- Intel 975X Express, 955X Express, 945G Express, 945P Express, 945GT Express,
- Mobile Intel 945GM Express Chipset

Karty sieciowe:
- Intel PRO/1000 PM, PRO/100 VE, or PRO/100 VM

VIIV zawiera:
- Dwurdzeniowy Procesor 64-bitowy (poza Core duo)
- Gigabitowy kontroler ethernet
- Zintegrowane DVR
- Kartę dźwiękową 7.1
- Tuner TV
- System Windows XP Media Center Edition